# Championnat des Fidji de football 2007
Navigation
Saison précédente Saison suivante
La saison 2007 du Championnat des Fidji de football est la trente-et-unième édition du championnat de première division aux Fidji. Le championnat regroupe dix équipes du pays au sein d'une poule unique, où ils s'affrontent une seule fois. À la fin de ce premier tour, les six premiers disputent le Super Six, la poule pour le titre tandis que les quatre derniers jouent la poule de relégation qui voit le dernier du classement disputer un barrage de promotion-relégation face au champion de Premier Division, la deuxième division fidjienne. 
C'est le club de Labasa FC qui remporte la compétition après avoir terminé en tête du classement du Super Six, avec cinq points d'avance sur Lautoka FC et neuf sur le duo Ba FC-Nadi FC. C'est le deuxième titre de champion de l'histoire du club, après celui remporté en 1991.
Afin de suivre le calendrier de la Ligue des champions de l'OFC (de septembre à avril), c'est le club classé en tête à l'issue de la première phase et non le champion qui obtient son billet pour l'édition 2007-2008.

## Les clubs participants
| - Ba FC - Lautoka FC - Navua FC - Rewa FC - Suva FC | - Labasa FC - Nadi FC - Nadroga FC - Tavua FC - Nasinu FC |

## Compétition

### Première phase
Le barème utilisé pour établir le classement est le suivant :
- Victoire : 3 points
- Match nul : 1 point
- Défaite : 0 point

| Rang | Équipe     | Pts | J | G | N | P | Bp | Bc | Diff |
| ---- | ---------- | --- | - | - | - | - | -- | -- | ---- |
| 1    | Ba FCT     | 25  | 9 | 8 | 1 | 0 | 20 | 1  | +19  |
| 2    | Lautoka FC | 21  | 9 | 7 | 0 | 2 | 27 | 9  | +18  |
| 3    | Nadi FC    | 18  | 9 | 5 | 3 | 1 | 16 | 7  | +9   |
| 4    | Labasa FC  | 15  | 9 | 5 | 0 | 4 | 22 | 15 | +7   |
| 5    | Suva FC    | 14  | 9 | 4 | 2 | 3 | 19 | 12 | +7   |
| 6    | Navua FC   | 13  | 9 | 4 | 1 | 4 | 15 | 20 | -5   |
| 7    | Rewa FC    | 11  | 9 | 3 | 2 | 4 | 16 | 12 | +4   |
| 8    | Tavua FC   | 8   | 9 | 2 | 2 | 5 | 11 | 19 | -8   |
| 9    | Nadroga FC | 3   | 9 | 1 | 0 | 8 | 5  | 32 | -27  |
| 10   | Nasinu FC  | 1   | 9 | 0 | 1 | 8 | 6  | 30 | -24  |

|  | Qualification pour la Ligue des champions 2007-2008 et pour le Super Six |
|  | Participation au Super Six                                               |
|  | Participation au barrage de relégation                                   |
|  | T: Tenant du titre                                                       |

### Seconde phase

#### Super Six
| Rang | Équipe     | Pts | J  | G | N | P | Bp | Bc | Diff |
| ---- | ---------- | --- | -- | - | - | - | -- | -- | ---- |
| 1    | Labasa FC  | 24  | 10 | 8 | 0 | 2 | 28 | 11 | +17  |
| 2    | Lautoka FC | 19  | 10 | 6 | 1 | 3 | 11 | 8  | +3   |
| 3    | Ba FCC     | 15  | 10 | 5 | 0 | 5 | 19 | 18 | +1   |
| 4    | Nadi FC    | 15  | 10 | 5 | 0 | 5 | 11 | 13 | -2   |
| 5    | Navua FC   | 11  | 10 | 3 | 2 | 5 | 9  | 15 | -6   |
| 6    | Suva FC    | 4   | 10 | 1 | 1 | 8 | 11 | 24 | -13  |

|  | Champion des Fidji 2007                               |
|  | T: Tenant du titre C: Vainqueur de la Coupe des Fidji |

#### Poule de relégation
| Rang | Équipe     | Pts | J | G | N | P | Bp | Bc | Diff |
| ---- | ---------- | --- | - | - | - | - | -- | -- | ---- |
| 1    | Rewa FC    | 15  | 6 | 5 | 0 | 1 | 14 | 5  | +9   |
| 2    | Nasinu FC  | 8   | 6 | 2 | 2 | 2 | 6  | 11 | -5   |
| 3    | Tavua FC   | 7   | 6 | 2 | 1 | 3 | 9  | 9  | 0    |
| 4    | Nadroga FC | 4   | 6 | 1 | 1 | 4 | 7  | 11 | -4   |

|  | Participation au barrage de promotion-relégation |

#### Barrage de promotion-relégation
| Équipe 1         | Résultat | Équipe 2   | Aller | Retour |
| ---------------- | -------- | ---------- | ----- | ------ |
| Savusavu FC (D2) | 4 - 7    | Nadroga FC | 3 - 2 | 1 - 5  |

- Les deux clubs se maintiennent dans leurs championnats respectifs.

## Bilan de la saison
| Championnat des Fidji de football 2007-2008                        |                      |
| Champion                                                           | Labasa FC (2e titre) |
| Coupes et trophées                                                 |                      |
| Vainqueur de la Coupe des Fidji 2007-2008                          | Ba FC                |
| Qualifications continentales                                       |                      |
| Ligue des champions de l'OFC 2007-2008                             | Ba FC                |
| Promotions et relégations                                          |                      |
| Promus en Championnat des Fidji de football                        | Aucun                |
| Relégués en Championnat des Fidji de football de deuxième division | Aucun                |